# Milonki (gromada)
Milonki – dawna gromada, czyli najmniejsza jednostka podziału terytorialnego Polskiej Rzeczypospolitej Ludowej w latach 1954–1972.
Gromady, z gromadzkimi radami narodowymi (GRN) jako organami władzy najniższego stopnia na wsi, funkcjonowały od reformy reorganizującej administrację wiejską przeprowadzonej jesienią 1954 do momentu ich zniesienia z dniem 1 stycznia 1973, tym samym wypierając organizację gminną w latach 1954–1972.
Gromadę Milonki z siedzibą GRN w Milonkach utworzono 31 grudnia 1959 w powiecie olkuskim w woj. krakowskim z obszaru zniesionych gromad Zadroże i Wielmoża. 
31 grudnia 1961 ze wsi Wielmoża w gromadzie Milonki wyłączono Kolonię Podzamcze włączając ją do gromady Sułoszowa w tymże powiecie.
W kwietniu 1969 dla gromady ustalono 18 członków gromadzkiej rady narodowej. 1 stycznia 1970 gromada składała się ze wsi: Milonki, Tarnawa, Wielmoża, Zadroże i Zagórowa.
Gromada przetrwała do końca 1972 roku, czyli do kolejnej reformy gminnej.